# لی آنگول
لی آنگول (انگلیسی: Lee Angol؛ زادهٔ ۴ اوت ۱۹۹۴) بازیکن فوتبال اهل بریتانیا است.
از باشگاه‌هایی که در آن بازی کرده‌است می‌توان به باشگاه فوتبال میدنهد یونایتد، باشگاه فوتبال بورم‌وود، باشگاه فوتبال لوتون تاون، باشگاه فوتبال هندون، و باشگاه فوتبال وایکام واندررز اشاره کرد.